# Lawrence Fanous
Lawrence Fanous (27 de agosto de 1985) é um triatleta profissional jordaniano.

## Carreira

### Rio 2016
Lawrence Fanous competiu na Rio 2016, ficando em 46º lugar com o tempo de 1:55.05.